# إسماعيل حقي البروسوي
إِسْماعيل حَقِّي البروسوي (ت. 1127 هـ / 1715 م) هو متصوف ومفسر تركي.
هو إسماعيل حقي بن مصطفى الإستانبولي الحنفي الخلوتي، المولى أبو الفداء. ولد في بلدة آيدوس سنة 1063 هـ وسكن القسطنطينية وانتقل إلى بروسة ، وكان من أتباع الطريقة الخلوتية.

## آثاره
له كتب عربية وتركية - فمن العربية:
- «روح البيان في تفسير القرآن» - فرغ من تأليفه سنة 1117 هـ.[3]
- «الرسالة الخليلية» في التصوف.
- أسرار الحج
- أصول الحديث
- روح الكلام في شرح صلوات المشيشي
- روح المثنوي
- كتاب النجاة
- لأصول لتيسير الوصول في التصوف
- الاربعين في الحديث[4]